# مشهد إخوة يوسف
مشهد إخوة يوسف ، هو أحد المساجد التي انشئت في عصر الدولة الايوبية في مصر   ، يقع هذا المشهد بالقرافة الجنوبية على بعد مائة متر شمال مسجد لؤلؤة.

## وصفه
باب الدخول يقع في الجهة الجنوبية من المشهد يؤدى إلى غرفة مربعة تقريبا تبلغ مساحتها (3.74× 3.12) متر مغطاة بأقباء متقاطعة، وعلى يمينها توجد غرفة أخرى أكبر قليلا من الأولى مغطاة كذلك بأقباء متقاطعة تحتوى على محراب يتوسط الجدار الشرقي يعلوه عقد منكسر.

## وصلات خارجية
- آثار القاهرة الإسلامية نسخة محفوظة 31 مايو 2014 على موقع واي باك مشين.